# Румунська кухня
Руму́нська ку́хня складалася протягом багатьох століть. Її особливості зумовлювалися як природними умовами, так і багатовіковою історією.
Румунія ділиться на шість історичних провінцій — Молдова, Добруджа, Трансильванія, Мунтенія, Олтенія, Банат — у кожній з яких способи приготування тієї чи іншої страви дещо відрізняється. У провінції Молдова, наприклад, супи, заправляють сметаною тільки перед подачею до столу, а у південній частині Трансильванії — вже під час варіння. У Мунтенії за кілька хвилин до подачі на стіл до курячого супу додають одне-два яйця. Румунська кухня протягом віків відчувала вплив, як сходу, так і заходу, тому в ній існують запозичення з кухонь інших народів. Особливо в прикордонних регіонах. А в кухнях сусідів, відповідно, є чимало страв з назвами, схожими до румунських.
У національних стравах румуни використовують інгредієнти, що сповільнюють процес старіння. Вживається також багато овочів, фруктів, яєць, молочних продуктів. Напевно, саме тому румунські страви зберігають натуральний смак. Для приготування страв використовуються різноманітні приправи на основі подрібнених сухих трав, трав медичного призначення, ароматичних трав. Характерним для румунської кухні є приготування їжі на помірному вогні, а також той факт, що певні інгредієнти (якщо в основі їх приготування лежить варіння) варяться лише стільки, щоб вони достатньою мірою просочилися.

## Супи

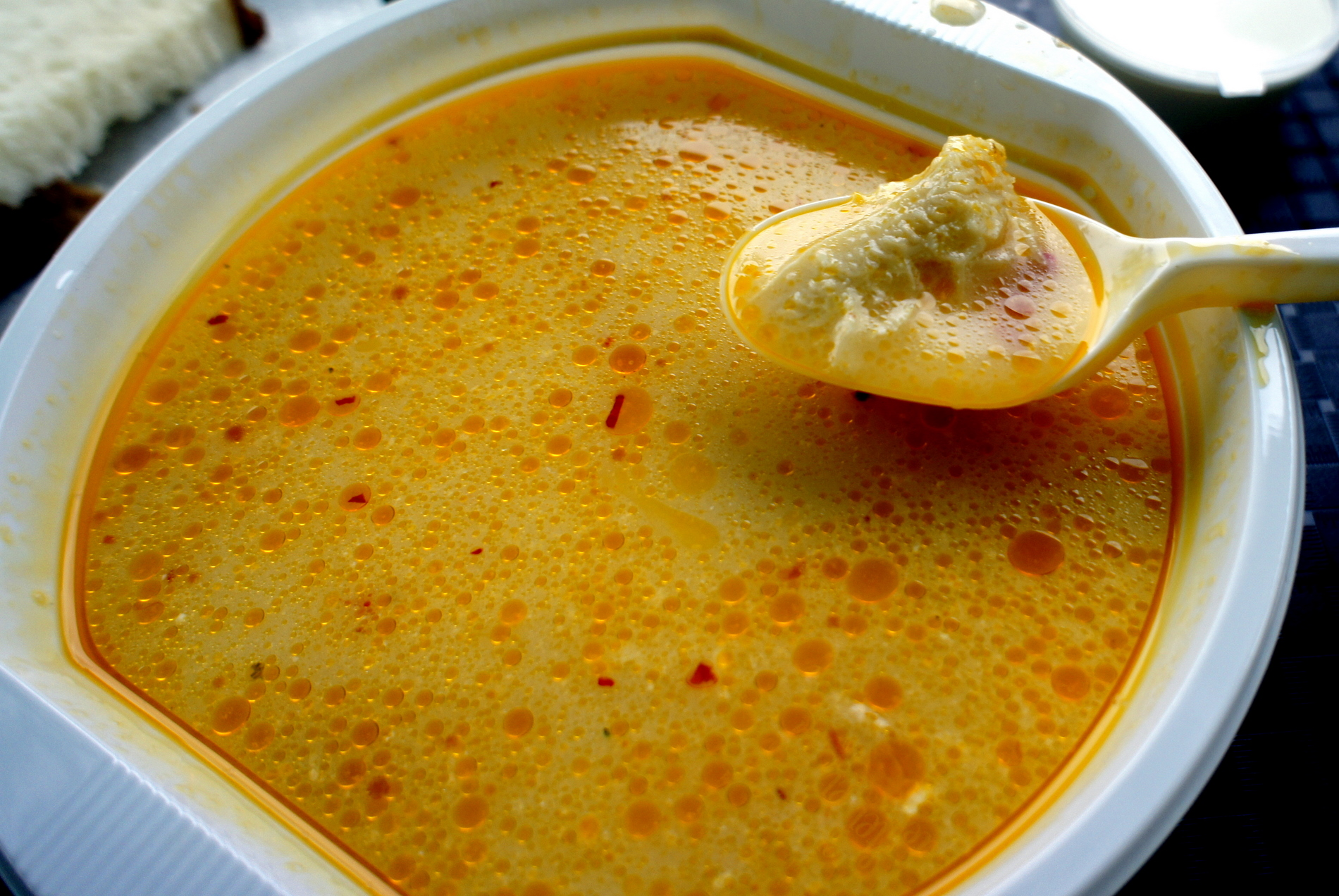
ciorbă de burtă — чорба з яловичого шлунку

Однією з багатьох національних страв Румунії є чорба (ciorbă) — суп із заправкою, який їдять в обід. Широко відомі і популярні: чорба з яловичого шлунку (ciorbă de burtă), чорба з курячих тельбухів, чорба з фрикадельками (ciorbă de perişoare). Чорбу підкислюють висівковим квасом — боршем — або оцтом, додають сметану, часник. Найуживаніший вид чорби — з коров'ячого шлунку. Чорбу з тельбухів готують після багатих обідів, що плавно переходять у вечерю, на весіллях. До чорби обов'язково подають сметану і гіркий перець. Існують й інші перші страва: м'ясні, овочеві супи. При  приготуванні використовують дуже багато зелені. Супи з овочів готують частіше під час релігійних постів.

## Борошняні вироби

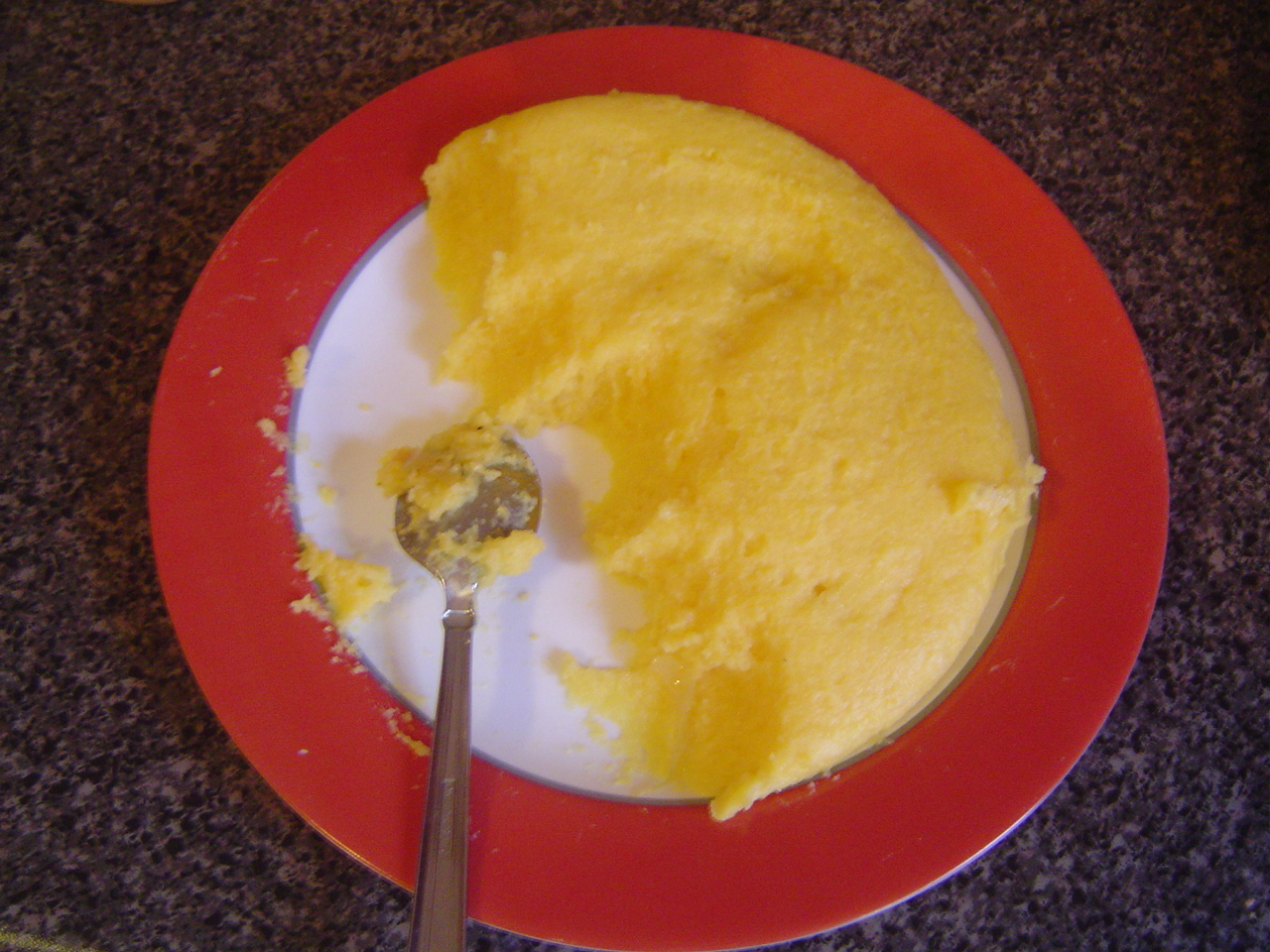
Мамалиґа

Для приготування різних страв у Румунії широко використовується кукурудза, точніше мамалиґа — каша з кукурудзяного борошна. У різних регіонах країни для її приготування використовують різне борошно. А на основі мамалиґи готують багато страв: мамалиґа з бринзою, бульс, голубці з мамалиґою.
Що стосується хліба, то його в селах традиційно печуть самі. Домашній хліб печуть в печах, під нього обов'язково кладуть листя волоського горіха. А тонкі коржики, схожі на лаваш, печуть на вугіллі в ємності з глини, повернутої днищем догори.

## М'ясо і риба
Румунська кухня представлена широким асортиментом м'ясних страв: окіст, корейка, буженина, бекон, грудинка, ковбаси, мітітей. З свіжої свинини готують кров'янку (chişca), зельц, паштет (лебервурш), холодець з часником. А також тушковане м'ясо, яке вживають зранку з часником. А ще — всім відомі голубці (sarmale) з м'ясом, які в Румунії обов'язково подаються на стіл з мамалиґою.
Рибу румуни вживають у будь-якому вигляді: копчену, варену, смажену, фаршировану.

## Солодкі страви
Солодкі страви Румунії — паска, плечинта (листковий пиріг з бринзою або сиром), папанаші (пончики з варенням), домашні пиріжки, млинці. Паску традиційно готують на Великдень. Залежно від регіону додають волоські горіхи, родзинки, мак, какао-порошок. За формою румунська паска нагадує цеглину.

## Напої

### Вина
Румунія — країна виноробства. Добруджа славиться солодкими винами, Велика Долина в Мунтенії й Альба-Юлья в Трансильванії — сухими. Піно нуар, каберне, рислінг, шардоне, мускат отонел. І це далеко не весь перелік румунських вин.